# 間諜 (1937年の映画)
『間諜』（かんちょう、Dark Journey）は、1937年のイギリスのスパイ映画。監督はヴィクター・サヴィル、主演はコンラート・ファイトとヴィヴィアン・リー。第一次世界大戦中のストックホルムにおいて諜報活動を行う女スパイとドイツ人将校との恋愛を描く。1952年には『The Anxious Years』のタイトルで再上映された。

## ストーリー
1918年、第一次世界大戦のさなかスウェーデンの首都ストックホルムに洋服店を営むマドレーヌ・ゴダールはたびたびパリへ洋服を仕入れに行き、帰ると「伯爵夫人」のもとに持参した。「伯爵夫人」の邸はドイツ諜報部の司令部で、連合軍の秘密が衣裳に刺繍されているのであった。病気休暇でストックホルムにやってきたドイツ将校のマルイッツ男爵はクラブで出会ったマドレーヌに恋をして、彼女の店に足しげく通うようになり、とうとう食事をともにする仲となる。マドレーヌを恋しているイギリス諜報部員ボブ・カーターは彼女の素性を調査しにロンドンに行く。マドレーヌはマルイッツ男爵に恋するようになり、彼と結婚する約束をする。一方、ロンドンから帰ったボブは、マドレーヌのもとで働いていた使用人のアナトールが殺されているのを発見する。警察の取り調べを受けてから、店に帰ってきたマドレーヌをドイツの諜報部の幹部らが迎える。彼らはマドレーヌが持ち込んだ情報が偽情報であったことを指摘し、彼女の協力者が二重スパイである疑いがあるので、それを探らせるためにフランスに行くように命じる。

## キャスト
- カール・フォン・マルイッツ男爵 - コンラート・ファイト
- マドレーヌ・ゴダール - ヴィヴィアン・リー
- ボブ・カーター - アンソニー・ブシェル（英語版）
- ルピータ - ジョーン・ガードナー（英語版）
- ガートルード - ウルスラ・ジーンズ（英語版）
- コレット - マージェリー・ピカード
- アナトール・バーゲン - エリオット・メイクハム（英語版）
- ミュラー医師 - オースティン・トレヴァー（英語版）
- シェファー - サム・リヴシー（英語版）
- ドイツ諜報部長 - エドモンド・ウィラード（英語版）
- 第5捜査部長 - チャールズ・カーソン（英語版）
- フェイバー - フィル・レイ
- スウェーデン治安判事 - ヘンリー・オスカー（英語版）
- コタン - ローレンス・ハンレイ（英語版）
- ボーラウ - M・マーティン・ハーヴェイ（英語版）
- Uボートの士官 - ロバート・ニュートン（英語版）
- ルージ - レイドマン・ブラウン（英語版）
- ドイツ人 - アンソニー・ホールズ（英語版）
- 殺し屋 - ウィリアム・デューハースト
- Ｑシップ船長 - セシル・パーカー（英語版）
- スウェーデン船船長 - パーシー・ウォルシュ

## スタッフ
- 監督：ヴィクター・サヴィル（英語版）
- 製作：ヴィクター・サヴィル
- 脚本：ラホス・ビロ
- 脚色：アーサー・ウィンペリス（英語版）
- 撮影：ジョルジュ・ペリナール（フランス語版）、ハリー・ストラドリング
- 音楽：リチャード・アディンセル
- 音楽監督：ミューア・マシーソン（英語版）
- 美術：アンドレ・アンドレイエフ（英語版）
- セットデザイン：フェルディナンド・ベラン[1]